# Arvydas Vidžiūnas
Arvydas Vidžiūnas (ur. 8 marca 1962 w Valenčiūnai w rejonie szakowskim) – litewski polityk, filolog, poseł na Sejm, były wicemarszałek parlamentu.

## Życiorys
W 1985 ukończył studia na Wydziale Filologii Uniwersytetu Wileńskiego. Następnie do 1996 pracował na tej uczelni kolejno jako aspirant, asystent, starszy asystent i docent. W 1991 uzyskał stopień doktora nauk humanistycznych. Jest autorem publikacji naukowych, a także programów telewizyjnych i radiowych poświęconych językoznawstwu litewskiemu.
W 1996 uzyskał mandat posła na Sejm z ramienia Związku Ojczyzny. Zajmował stanowisko wiceprzewodniczącego parlamentu, a w 1999 został pierwszym wiceprzewodniczącym Sejmu. Deputowanym był także w kolejnej kadencji (do 2004), w której pełnił funkcję zastępcy starosty frakcji konserwatystów.
Mandat złożył tuż przed upływem kadencji, gdy jego nazwisko pojawiło się wśród kilku innych posłów podejrzewanych przez prokuraturę o rzekome przyjmowanie łapówek od jednego z przedsiębiorstw. Arvydas Vidžiūnas przegrał kolejne wybory, zajął się następnie działalnością dziennikarską w ramach lokalnego czasopisma.
Zarzuty pod jego adresem nie zostały potwierdzone. W wyniku wyborów parlamentarnych w 2008 po czteroletniej przerwie powrócił do Sejmu jako kandydat z listy partyjnej TS-LKD. W 2012 również uzyskał poselską reelekcję z ramienia Związku Ojczyzny.